# Red Bull Arena, New Jersey
Red Bull Arena är en fotbollsanpassad arena i Harrison i New Jersey i USA som ägs och drivs av den österrikiska dryckesproducenten Red Bull GmbH. Red Bull Arena byggdes för att ge fotbollsklubben New York Red Bulls i Major League Soccer (MLS) en egen hemmaarena när deras gamla hemmaarena Giants Stadium skulle rivas.